# 1,2-Diclorobenzeno
1,2-Diclorobenzeno, ou orto-diclorobenzeno, é um composto orgânico com a fórmula C6H4Cl2. Este líquido incolor é fracamente solúvel em água mas miscível com a maioria dos solventes orgânicos. É um derivado do benzeno, contendo de dois átomos adjacentes de cloro.

## Produção e usos
1,2-Diclorobenzeno é obtido como um subproduto da produção de clorobenzeno:
C6H5Cl  +  Cl2   →   C6H4Cl2  +  HCl
A reação também fornece o isômero 1,4- e pequenas quantidades do isômero 1,3-.
É principalmente usado como um precursor para o 1,2-dicloro-4-nitrobenzeno, um intermediário na síntes de agroquímicos. Em termos de nichos de aplicações, 1,2-diclorobenzeno é um versátil solvente de alto ponto de ebulição. É um solvente preferido para dissolução e trabalhos com fulerenos. É um inseticida para cupins e gafanhotos. 1,2-Diclorobenzeno é também usado no amolecimento e remoção de contaminação a base de carbono em superfícies metálicas.